# Billy McNeill
Billy McNeill   (Bellshill, 2 de març de 1940 - Newton Mearns, 22 d'abril de 2019) MBE fou un futbolista escocès de la dècada de 1960 que posteriorment va ser entrenador.
Fou 29 cops internacional amb la selecció d'Escòcia i amb la selecció de la lliga escocesa. Pel que fa a clubs, defensà els colors de Celtic FC, essent el capità de l'equip dels Lleons de Lisboa que guanyà la Copa d'Europa el 1967. Va jugar com a titular la final de la Copa d'Europa de 1967, que el Celtic va guanyar contra l'Inter de Milà per 2 a 1 a l'Estádio Nacional de Lisboa.
Com a entrenador destacà al Celtic, Clyde, Aberdeen FC, Manchester City FC i Aston Villa FC.

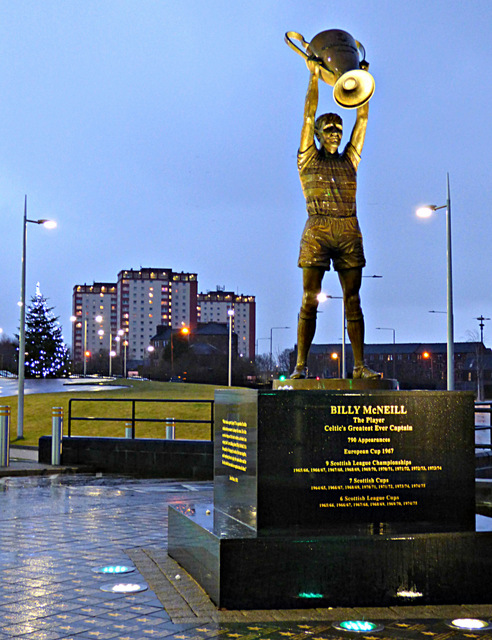
Estàtua de Billy McNeill a Celtic Park.